# Thure Johansson
Thure Johansson (Jukkasjärvi, Suecia, 11 de septiembre de 1912-Arboga, 12 de marzo de 1986) fue un deportista sueco especialista en lucha libre olímpica donde llegó a ser medallista de bronce olímpico en Londres 1948.

## Carrera deportiva
En los Juegos Olímpicos de 1948 celebrados en Londres ganó la medalla de bronce en lucha libre olímpica estilo peso mosca, tras el luchador finlandés Lenni Viitala (oro) y el turco Halit Balamir (plata).